# Ormosia (dier)
Ormosia is een geslacht van tweevleugeligen uit de familie steltmuggen (Limoniidae). De soorten komen voor in het Nearctisch gebied.

## Soorten
Deze lijst van 222 stuks is mogelijk niet compleet.
- O. absaroka (Alexander, 1943)
- O. aciculata (Edwards, 1921)
- O. aculeata (Alexander, 1924)
- O. adirondacensis (Alexander, 1919)
- O. affinis (Lundbeck, 1898)
- O. affixa (Alexander, 1936)
- O. albertensis (Alexander, 1933)
- O. albitibia (Edwards, 1921)
- O. albrighti (Alexander, 1954)
- O. alexanderi (Savchenko, 1976)
- O. amakazarii (Alexander, 1958)
- O. amicorum (Savchenko and Tomov, 1975)
- O. angustaurata (Alexander, 1936)
- O. anthracopoda (Alexander, 1930)
- O. arcuata (Doane, 1908)
- O. arisanensis (Alexander, 1924)
- O. arnaudi (Alexander, 1966)
- O. atrotibialis (Alexander, 1966)
- O. auricosta (Alexander, 1933)
- O. autumna (Savchenko, 1976)
- O. baldensis (Mendl, 1974)
- O. beatifica (Alexander, 1938)
- O. bergrothi (Strobl, 1895)
- O. biannulata (Alexander, 1936)
- O. bicornis (de Meijere, 1920)
- O. bifida (Lackschewitz, 1940)
- O. bigladia (Alexander, 1966)
- O. bihamata (Lackschewitz, 1935)
- O. bilineata (Dietz, 1916)
- O. brachyrhabda (Alexander, 1948)
- O. brevicalcarata (Alexander, 1927)
- O. brevinervis (Lundstrom, 1907)
- O. broweri (Alexander, 1939)
- O. bucera (Alexander, 1954)
- O. burneyana (Alexander, 1964)
- O. burneyensis (Alexander, 1950)
- O. carolinensis (Alexander, 1925)
- O. caucasica (Savchenko, 1973)
- O. cerrita (Alexander, 1949)
- O. clavata (Tonnoir, 1920)
- O. cockerelli (Coquillett, 1901)
- O. confluenta (Alexander, 1922)
- O. cornuta (Doane, 1908)
- O. cornutoides (Alexander, 1940)
- O. croatica (Stary, 1971)
- O. curvata (Alexander, 1924)
- O. curvicornis (Alexander, 1966)
- O. curvispina (Alexander, 1936)
- O. cuspidata (Savchenko, 1973)
- O. davisi (Alexander, 1954)
- O. decorata (Alexander, 1940)
- O. decussata (Alexander, 1924)
- O. dedita (Alexander, 1943)
- O. defessa (Alexander, 1938)
- O. defrenata (Alexander, 1948)
- O. denningi (Alexander, 1976)
- O. dentifera (Alexander, 1919)
- O. depilata (Edwards, 1938)
- O. dicax (Alexander, 1947)
- O. dicera (Alexander, 1966)
- O. diplotergata (Alexander, 1928)
- O. discalba (Alexander, 1952)
- O. divergens (Coquillett, 1905)
- O. diversipennis (Alexander, 1935)
- O. diversipes (Alexander, 1919)
- O. echigoensis (Alexander, 1957)
- O. egena (Bergroth, 1891)
- O. fascipennis (Zetterstedt, 1838)
- O. fernaldi (Alexander, 1924)
- O. filifera (Lackschewitz, 1940)
- O. fixa (Alexander, 1936)
- O. flaveola (Coquillett, 1900)
- O. flavida (Savchenko, 1973)
- O. formosana (Edwards, 1921)
- O. fragmentata (Alexander, 1940)
- O. frisoni (Alexander, 1920)
- O. frohnearum (Alexander, 1968)
- O. fugitiva (Alexander, 1935)
- O. funeralis (Alexander, 1952)
- O. furcata (Savchenko, 1973)
- O. furcivena (Alexander, 1968)
- O. furibunda (Alexander, 1954)
- O. fusiformis (Doane, 1900)
- O. gaspensis (Alexander, 1929)
- O. geniculata (Brunetti, 1912)
- O. gerronis (Alexander, 1954)
- O. grahami (Alexander, 1931)
- O. hallahani (Alexander, 1943)
- O. harrisoniana (Alexander, 1940)
- O. harsha (Alexander, 1965)
- O. hartigi (Mendl, 1973)
- O. hederae (Curtis, 1835)
- O. helifera (Savchenko, 1978)
- O. heptacantha (Alexander, 1949)
- O. hispa (Alexander, 1945)
- O. holotricha (Osten Sacken, 1860)
- O. horiana (Alexander, 1924)
- O. hubbelli (Alexander, 1926)
- O. hutchinsonae (Alexander, 1935)
- O. hynesi (Alexander, 1962)
- O. idioneura (Alexander, 1952)
- O. idioneurodes (Alexander, 1968)
- O. idiostyla (Alexander, 1968)
- O. inaequispina (Alexander, 1940)
- O. inaperta (Savchenko, 1976)
- O. inflexa (Savchenko, 1973)
- O. ingloria (Alexander, 1929)
- O. insolita (Alexander, 1938)
- O. ithacana (Alexander, 1929)
- O. kamikochiae (Alexander, 1947)
- O. kashmiri (Alexander, 1965)
- O. lackschewitzi (Bangerter, 1947)
- O. laevistyla (Alexander, 1933)
- O. lanuginosa (Doane, 1900)
- O. lataurata (Alexander, 1936)
- O. legata (Alexander, 1949)
- O. leptorhabda (Alexander, 1943)
- O. leucoplagia (Alexander, 1965)
- O. leucostictula (Alexander, 1965)

- O. levanidovae (Savchenko, 1983)
- O. licina (Alexander, 1966)
- O. lilliana (Alexander, 1940)
- O. lineata (Meigen, 1804)
- O. longicorna (Doane, 1908)
- O. longicornis (Savchenko, 1980)
- O. longispina (Savchenko, 1983)
- O. loretta (Alexander, 1976)
- O. lotida (Savchenko, 1973)
- O. loxia (Stary, 1983)
- O. luteola (Dietz, 1916)
- O. machidana (Alexander, 1933)
- O. mahabharatae (Alexander, 1965)
- O. megacera (Alexander, 1917)
- O. meigenii (Osten Sacken, 1860)
- O. mesocera (Alexander, 1917)
- O. microstyla (Savchenko, 1973)
- O. mitchellensis (Alexander, 1941)
- O. moghalensis (Alexander, 1965)
- O. monticola (Osten Sacken, 1869)
- O. moravica (Stary, 1969)
- O. multidentata (Savchenko, 1973)
- O. nantaisana (Alexander, 1921)
- O. neidioneura (Alexander, 1973)
- O. neopulchra (Alexander, 1968)
- O. nigripennis (Alexander, 1936)
- O. nigripila (Osten Sacken, 1869)
- O. nimbipennis (Alexander, 1917)
- O. nippoalpina (Alexander, 1941)
- O. nobilis (Alexander, 1964)
- O. nodulosa (Macquart, 1826)
- O. nonacantha (Alexander, 1954)
- O. notmani (Alexander, 1920)
- O. nyctopoda (Alexander, 1965)
- O. officiosa (Alexander, 1936)
- O. onerosa (Alexander, 1943)
- O. opifex (Alexander, 1943)
- O. orientobifida (Savchenko, 1983)
- O. palpalis (Dietz, 1916)
- O. parviala (Petersen and Gelhaus, 2004)
- O. paxilla (Alexander, 1957)
- O. peramata (Alexander, 1965)
- O. perdiffusa (Alexander, 1965)
- O. pernodosa (Alexander, 1950)
- O. perplexa (Dietz, 1916)
- O. perpusilla (Edwards, 1912)
- O. perspectabilis (Alexander, 1945)
- O. pirinensis (Stary, 1971)
- O. pleuracantha (Alexander, 1954)
- O. praecisa (Alexander, 1932)
- O. profesta (Alexander, 1936)
- O. profunda (Alexander, 1943)
- O. proxima (Alexander, 1924)
- O. pseudosimilis (Lundstrom, 1912)
- O. pugetensis (Alexander, 1946)
- O. pulchra (Brunetti, 1912)
- O. pygmaea (Alexander, 1912)
- O. rectangularis (Alexander, 1934)
- O. remissa (Alexander, 1953)
- O. rhaphidis (Alexander, 1965)
- O. romanovichiana (Alexander, 1953)
- O. rostrifera (Savchenko, 1973)
- O. rubella (Osten Sacken, 1869)
- O. ruficauda (Zetterstedt, 1838)
- O. saturnina (Alexander, 1972)
- O. seclusa (Alexander, 1936)
- O. sentis (Alexander, 1943)
- O. sequoiarum (Alexander, 1945)
- O. serrata (Savchenko, 1973)
- O. serridens (Alexander, 1919)
- O. setaxilla (Alexander, 1965)
- O. shoreana (Alexander, 1929)
- O. solita (Alexander, 1936)
- O. sootryeni (Lackschewitz, 1935)
- O. spinifex (Alexander, 1943)
- O. staegeriana (Alexander, 1953)
- O. stenostyla (Alexander, 1965)
- O. subalpina (Alexander, 1947)
- O. subcornuta (Alexander, 1920)
- O. subdentifera (Alexander, 1941)
- O. subducalis (Alexander, 1940)
- O. subfascipennis (Savchenko, 1973)
- O. subnubila (Alexander, 1920)
- O. subpulchra (Alexander, 1966)
- O. subserrata (Savchenko, 1976)
- O. taeniocera (Dietz, 1916)
- O. tahoensis (Alexander, 1950)
- O. takahashii (Alexander, 1919)
- O. takeuchii (Alexander, 1921)
- O. tennesseensis (Alexander, 1940)
- O. tenuispinosa (Alexander, 1936)
- O. tokionis (Alexander, 1919)
- O. tokunagai (Alexander, 1932)
- O. townesi (Alexander, 1933)
- O. triangularis (Alexander, 1949)
- O. tricornis (Alexander, 1949)
- O. umbripennis (Alexander, 1966)
- O. unicornis (Alexander, 1954)
- O. upsilon (Alexander, 1947)
- O. uralensis (Lackschewitz, 1964)
- O. weymarni (Alexander, 1950)
- O. yankovskyi (Alexander, 1940)
- O. zebrina (Alexander, 1952)